# Liste der Naturdenkmäler in Oelde
Die Liste der Naturdenkmäler in Oelde nennt die Naturdenkmäler in Oelde im Kreis Warendorf in Nordrhein-Westfalen.

## Naturdenkmäler
| Nummer | Bezeichnung                | Lage                                                                                        | Bemerkung | Bild |
| ------ | -------------------------- | ------------------------------------------------------------------------------------------- | --------- | ---- |
|        | Eichenaltholzbestand       | (51° 50′ 7,1″ N, 8° 9′ 6,1″ O)                                                              |           |      |
|        | Naturnaher Axtbachverlauf  | (51° 49′ 8″ N, 8° 8′ 44,9″ O)                                                               |           |      |
|        | Eiche                      | Einzelhof nördlich der Kreisstraße K 8 und westlich Lette ()                                |           |      |
|        | Eiche                      | auf dem Acker nördlich Hof Nordheus-Westarp südwestlich Lette ()                            |           |      |
|        | 3 Linden                   | südlich Haus Geist an der Straße am Geisterbach ()                                          |           |      |
|        | Hainbuche                  | am südlichen Ortsrand an der L 792 ()                                                       |           |      |
|        | Eiche                      | südlich der Straße Nottbeck südlich Hof Wibberich-Nottbeck (51° 49′ 9,1″ N, 8° 12′ 59,3″ O) |           |      |
|        | Kastanie                   | östlich der Kreuzkirche südlich Stromberg ()                                                |           |      |
|        | Feldahorn                  | nördlich der Straße An der Schanze auf dem Hofgrundstück südlich Stromberg ()               |           |      |
|        | Eiche                      | nördlich des Weges im Nebental der Gollenbecke südlich Gollenbecke ()                       |           |      |
|        | Quellgebiet des Markbaches | südlich der A 2 ()                                                                          |           |      |
|        | Ufergebüsche               | am Hammelbach ()                                                                            |           |      |
|        | Bachlauf des Forthbaches   | ()                                                                                          |           |      |